# Katedrála v Nuuku
Katedrála v Nuuku,  oficiálně Kostel našeho Spasitele (grónsky Annaassisitta Oqaluffia, dánsky Vor Frelser Kirke), je dřevěný kostel v grónském hlavním městě Nuuk. Chrám užívá luterská církev, od května 1993 má status katedrály, neboť je sídlem biskupa autonomní Grónské diecéze Dánské národní církve. 
Katedrála byla vystavěna v letech 1848–1849; vysvěcena byla 6. dubna 1849. Kostelní věž byla přistavěna roku 1928. V roce 1949 byla budova katedrály elektrifikována. V roce 1970 byly v kostele instalovány současné varhany s moderním prospektem.
Před katedrálou se nachází bronzová busta hudebního skladatele a varhaníka Jonathana Petersena. Na kopci poblíž katedrály se nachází socha misionáře Hanse Egedeho.